# Nicolás Alonso
Leandro Nicolás Alonso (Morón, Buenos Aires; 5 de marzo de 1986) es un futbolista argentino. Juega como delantero y su actual equipo es el La unión de la  Segunda División de Ecuador.

## Clubes
| Club                 | País      | Año         |
| -------------------- | --------- | ----------- |
| Atlas                | Argentina | 2008 - 2010 |
| Ituzaingó            | Argentina | 2010 - 2011 |
| Cañuelas FC          | Argentina | 2011        |
| Sportivo Barracas    | Argentina | 2011 - 2012 |
| Argentino de Quilmes | Argentina | 2012 - 2014 |
| Deportivo Quevedo    | Ecuador   | 2014 - 2015 |
| Petrolero            | Bolivia   | 2015        |
| Concepción FC        | Argentina | 2016        |
| San José             | Bolivia   | 2017        |
| Club 3 de Febrero    | Paraguay  | 2018        |
| Club Santa Rita      | Ecuador   | 2018        |
| Club la unión        | Ecuador   | 2019        |